# نظام‌الدین اردبیلی
نظام الدین اردبیلی زاده ۹۲۰ (قمری) در اردبیل.

## زندگی‌نامه
نظام الدین اردبیلی فرزند شمس الدین در سال ۹۲۰ قمری دراردبیل متولد گردید. از خوشنویسان بنام آذربایجان بوده‌است.

## شهرت و فعالیت
علاوه بر استادی درنستعلیق در نوشتن خط به صورت خطوط سته تبحر خاصی داشته‌است. بیشتر به نوشتن کتابت اشتغال داشته‌است.

## پیوندبه بیرون
- دولت آبادی، عزیز (۱۳۷۷)، سخنوران آذربایجان، انتشارات ستوده
- http://www.aftab.ir/lifestyle/view.php?id=64473